# MuLISP
muLISP ist eine DOS-basierte kommerzielle Entwicklungsumgebung für LISP sowie eine eigene LISP-Variante. Sie wurde 1979 durch die Firma Soft Warehouse (Honolulu, Hawaii), die zwischenzeitlich von Texas Instruments gekauft wurde, entwickelt und z. B. für CP/M vertrieben. 1982 wurde es von der damals noch jungen Softwarefirma Microsoft lizenziert und für den IBM-PC veröffentlicht. Es wurde in der Folge eine der weitestverbreiteten DOS-basierten LISP-Varianten. Das bekannteste in muLISP entwickelte Programm ist DERIVE. MuLISP ist heute nicht mehr erhältlich.
Der Name leitet sich einerseits aus dem lateinischen Pendant mu zum griechischen {\displaystyle \mu }, das die Abkürzung zu dem Micro in dem damals für Personal-Computer gängigen Begriff Microcomputer ist, und andererseits aus der Programmiersprache LISP ab.
muLISP beinhaltete einen grafischen Editor, einen Debugger, einen Window Manager sowie natürlich Compiler und Interpreter für muLISP.
Die heutige 16-Bit-muLISP90-Standardversion ist auf 640 KB nutzbaren Speicher beschränkt (sog. konventioneller Speicher), jedoch gibt es auch muLISP XM, die 32-Bit-Weiterentwicklung.
muLISP ist kein Common Lisp, es gibt jedoch Programmbibliotheken, die eine teilweise Kompatibilität zu Interlisp oder Common Lisp herstellen sollen. Auch eine CLOS-Implementierung ist vorhanden.